# Bennet Hundt
Bennet Hundt (Berlino, 20 agosto 1998) è un cestista tedesco.

## Biografia
È il fratello maggiore di Jannes Hundt, anch'egli cestista.